# Mark Foley

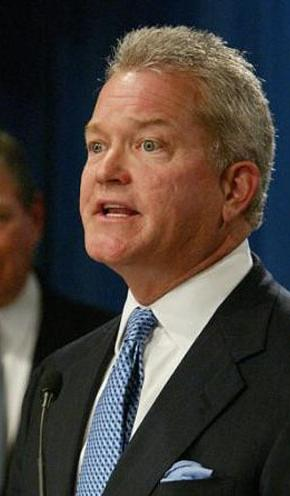
Mark Foley

Mark Adam Foley (Newton (Massachusetts), 8 september 1954) is een voormalig Amerikaanse politicus voor de Republikeinse Partij.
Voor deze partij was hij voor de staat Florida van 1995 tot 2006 lid van het Huis van Afgevaardigden. Op 29 september 2006 trad hij af nadat bekend was geworden dat hij seksueel getinte e-mails en andere internetberichten naar minderjarige medewerkers van het Congres had gestuurd. Foley liet zich vervolgens opnemen in een kliniek voor alcoholverslaafden.
Foley stond bekend om zijn harde aanpak van pedofielen. Zo zat hij in een commissie die zich onder meer bezighield met onderzoek naar misbruikte jongeren en deed hij een wetsvoorstel om kinderporno op het internet aan te pakken.
Op 5 oktober 2006 kondigde de ethische commissie van het Huis van Afgevaardigden aan een onderzoek naar het gedrag van Foley in te stellen.
Republikeins voorman in het Huis van Afgevaardigden Dennis Hastert kwam door deze affaire onder vuur te liggen omdat hij van deze kwestie reeds langere tijd op de hoogte zou zijn geweest, een beschuldiging die hij echter ontkende. President Bush (ook een Republikein) nam in harde bewoordingen afstand van het gedrag van Foley.
Het Foley-schandaal kwam net voor de tussentijdse verkiezingen van 7 november 2006 - de "mid-term elections". Republikeinen vreesden dat dit nadelige gevolgen voor hun Republikeinse Partij zou hebben. Het voor hen negatieve verloop van de verkiezingen was dan ook mede aan dit seksschandaal te wijten.